# Жалаутобе
Жалаутобе (каз. Жалаутөбе) — городище IХ—ХII веков в Байдибекском районе Туркестанской области Казахстана, на юго-восточной окраине села Саркырама, на правом берегу реки Бугунь. Входит в список памятников истории и культуры местного значения Туркестанской области. Открыто экспедицией археологического отряда Чимкентского педагогического института (Николай Подушкин) в 1980 году.
Городище с двухчастным делением. В плане подквадратное, вытянутое с запада на восток. Прослеживается внутренняя планировка застроек, оборонительных сооружений, вала и рва с северной стороны, остатки зданий внутренних застроек и уличных проходов. Восточная часть является остатками укреплённой цитадели, которая отделена рвом от более крупной западной части площадки. Размеры восточного бугра по основанию: север — юг — 60 м, запад — восток — 45 м, средняя высота 10—12 м, на вершине небольшая плоская площадка. Западная часть городища имеет размеры по основанию: север — юг — 85 м, запад — восток — 90 м, средняя высота 4—6 м. Подъёмная керамика — фрагменты венчиков, ручек, боковин, сосудов хозяйственно-бытового и столового назначения: кувшинов, кружек, чаш, блюд ручной и станковой работы. В декоре прослежены штампованные розетки, бело-голубая полива монголо-тимуридского времени, прочерченный волнистый орнамент, ангоб различных оттенков. Верхний культурный слой потревожен современными захоронениями.